# Leslie Johnson
Leslie George Johnson (* 22. März 1912 Walthamstow; † 8. Juni 1959 in Foxcote) war ein britischer Autorennfahrer und Rennstallbesitzer.

## Leben und Karriere
Leslie Johnson kam im Londoner Stadtteil Walthamstow zur Welt. Zwei Jahre vor dem Ausbruch des Ersten Weltkriegs gehörte dieser Stadtbezirk zu den ärmsten der britischen Hauptstadt. Johnsons Vater war Tischler, der bald nach der Eröffnung eines eigenen Betriebes starb. Der junge Johnson übernahm noch als Jugendlicher gemeinsam mit seiner Mutter die Führung des Unternehmens. Die menschenfreundliche und vorurteilsfreie Art den Betrieb zu führen dankten ihm die Mitarbeiter durch große Loyalität. Dieser Gemeinschaftsgeist war der Schlüssel für den Erfolg der Tischlerei und legte die Basis für die Motorsportaktivitäten des Londoners.
Er gehörte zum illustren Kreis der Autorennfahrer, die beim ersten Weltmeisterschaftslauf der Formel-1-Geschichte am Start waren. Ein defekter Kompressor stoppte seine Ambition beim Großen Preis von Großbritannien 1950 in Silverstone vorzeitig. Mit dem ERA E-Type war Johnson schon Ende der 1940er-Jahre Autorennen gefahren.
Schon 1947 hatte Johnson ERA als neuer Eigentümer übernommen und fuhr Autorennen nur zum Vergnügen. Seine größten Erfolge im Motorsport hatte er aber erstaunlicherweise fast ausschließlich mit Fahrzeugen von Konkurrenzfirmen.
1948 gewann er das 24-Stunden-Rennen von Spa-Francorchamps gemeinsam mit John Horsfall auf einem Aston Martin DB1. Ein Jahr später wurde er Zweiter bei diesem Langstreckenklassiker. 1950 wurde er Dritter bei der Tourist Trophy und Fünfter bei der Mille Miglia. 1952 teilte er sich beim 24-Stunden-Rennen von Le Mans mit seinem Landsmann Tommy Wisdom einem Nash-Healey und wurde Dritter in der Gesamtwertung.

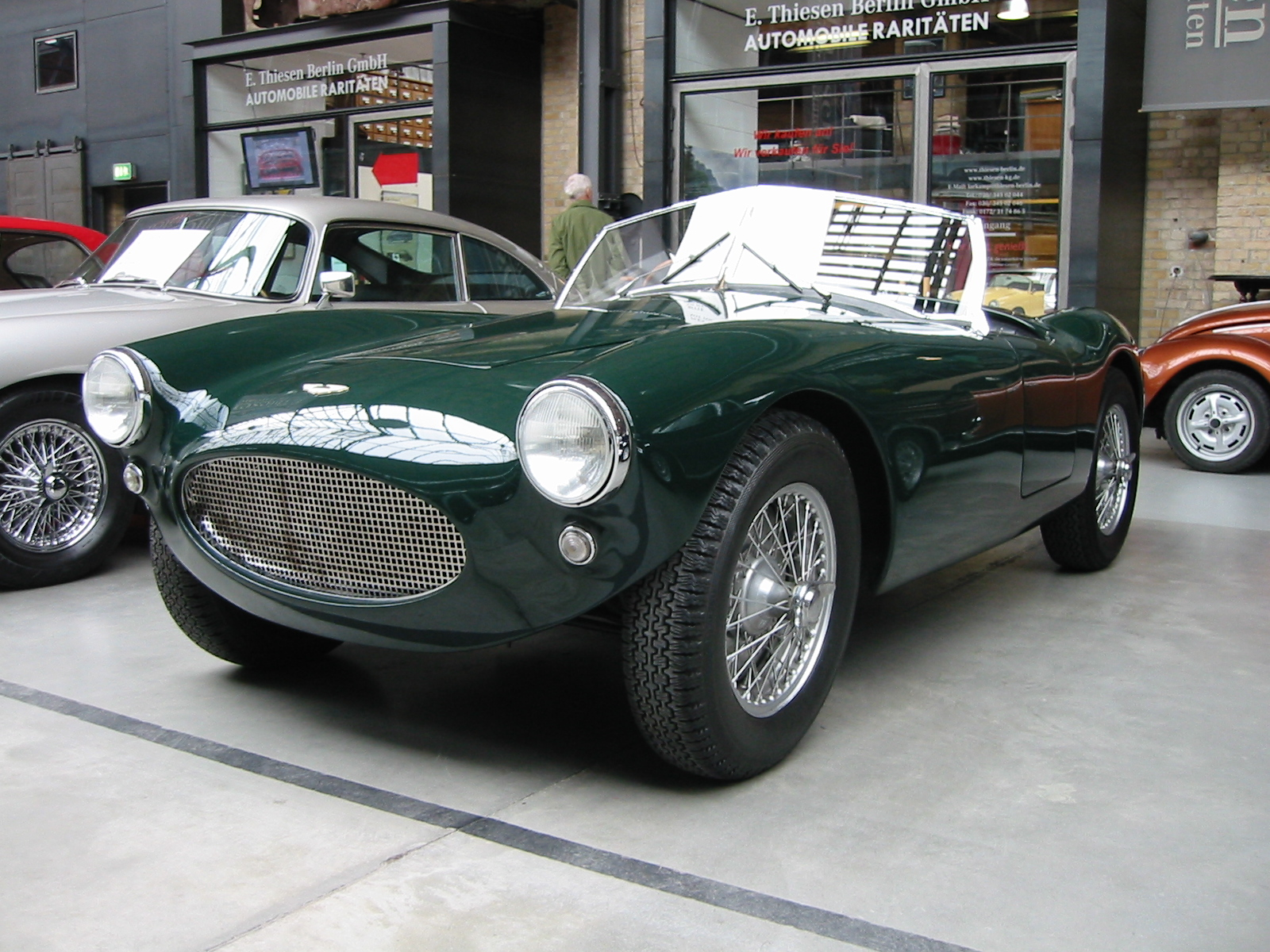
Aston Martin DB1 Spa
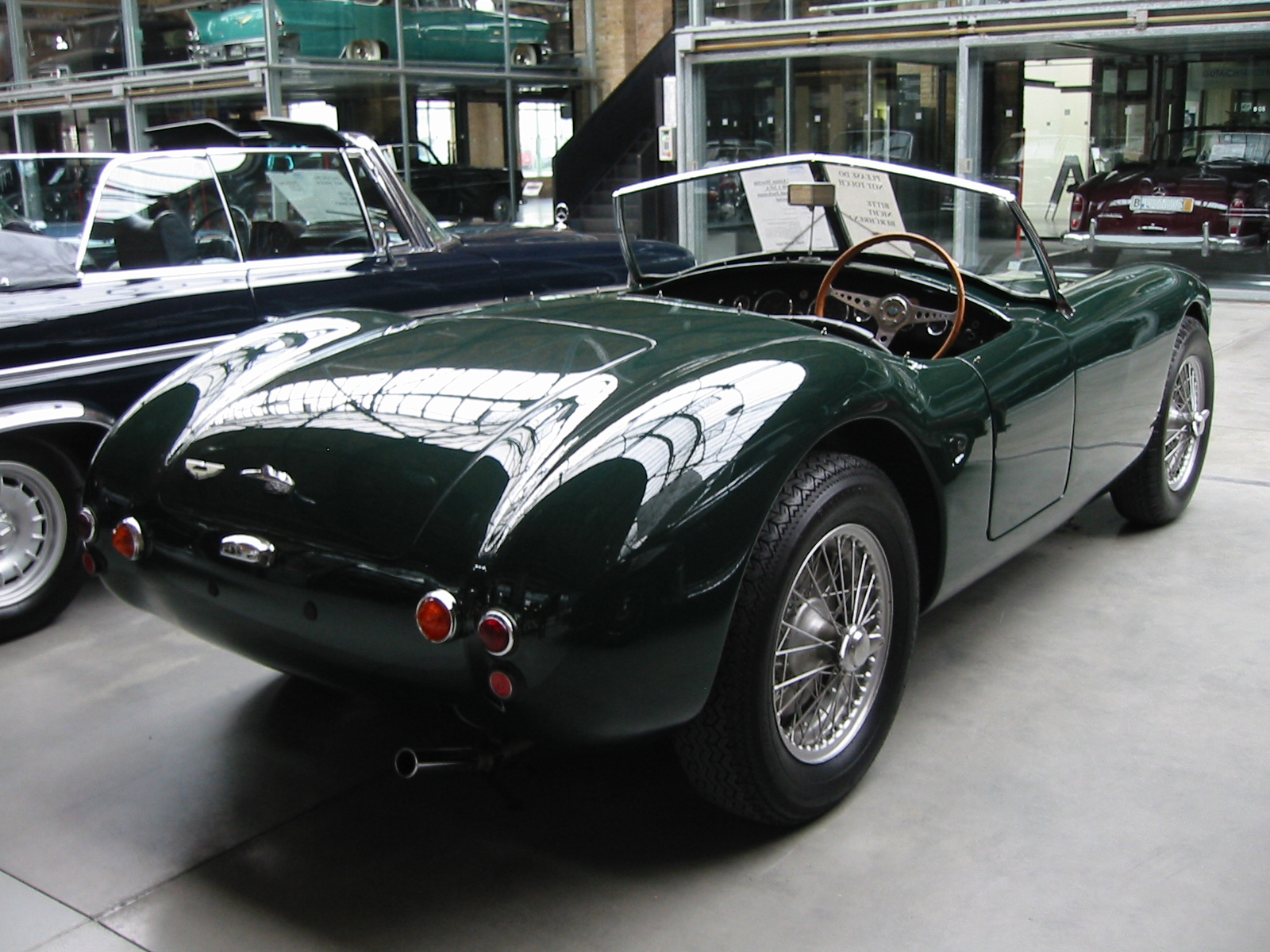
Heckansicht
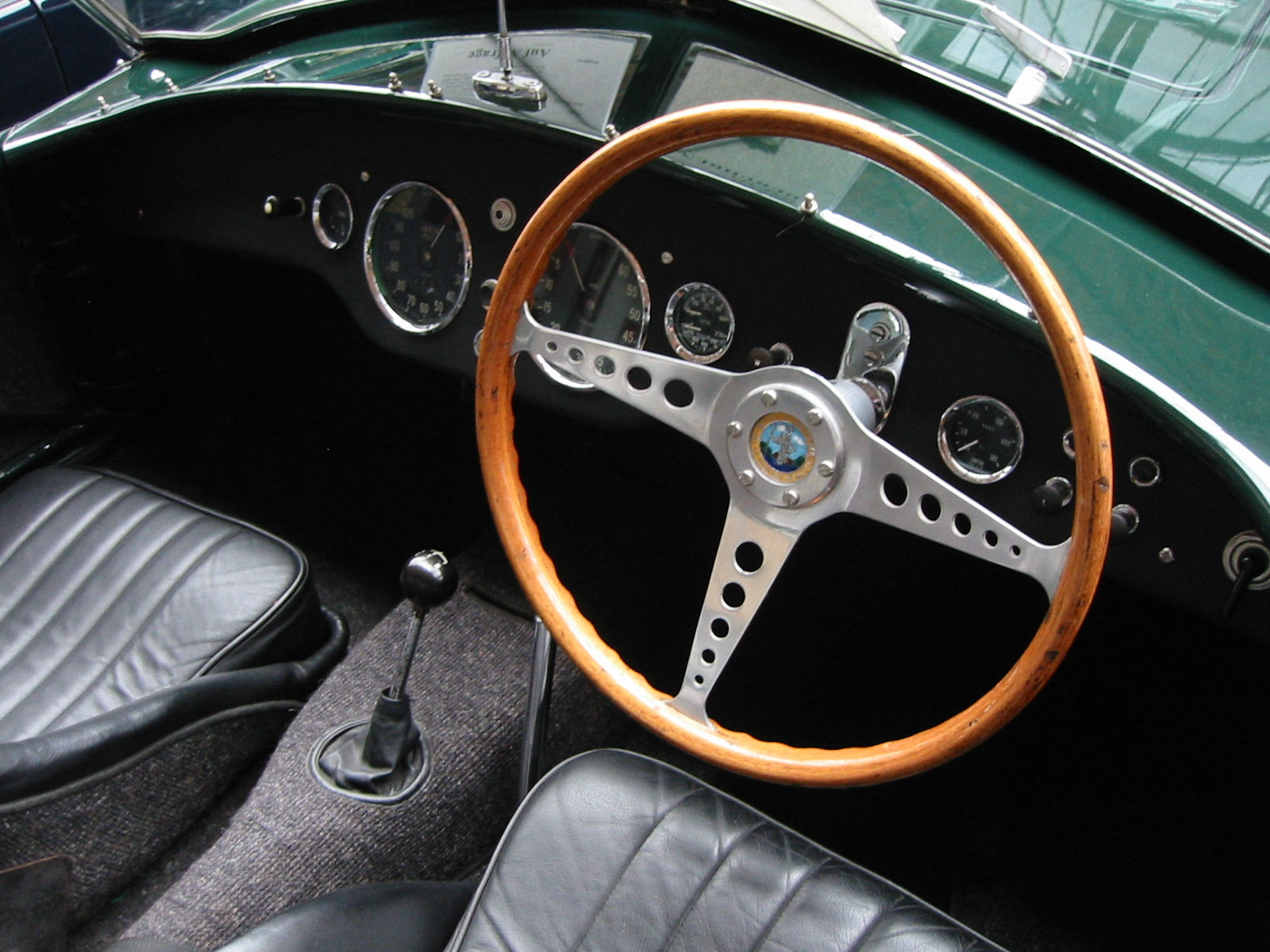
Cockpit

Bei der Rallye Monte Carlo 1954 erlitt Johnson einige Herzanfälle, von denen er sich nie mehr richtig erholen konnte. Er starb 1959. Johnson war mit der Witwe des französischen Rennfahrers Pierre Maréchal verheiratet, der 1949 beim ersten 24-Stunden-Rennen von Le Mans nach dem Zweiten Weltkrieg tödlich verunglückte.

## Statistik

### Statistik in der Automobil-Weltmeisterschaft

#### Gesamtübersicht
| Saison | Team               | Chassis    | Motor       | Rennen | Siege | Zweiter | Dritter | Poles | schn. Rennrunden | Punkte | WM-Pos. |
| ------ | ------------------ | ---------- | ----------- | ------ | ----- | ------- | ------- | ----- | ---------------- | ------ | ------- |
| 1950   | T.A.S.O. Mathieson | ERA E-Type | ERA 1.5 L6s | 1      | −     | −       | −       | −     | −                | −      | −       |
| Gesamt | Gesamt             | Gesamt     | Gesamt      | 1      | −     | −       | −       | −     | −                | −      |         |

#### Einzelergebnisse
| Saison | 1 | 2 | 3 | 4 | 5 | 6 | 7 |
| ------ | - | - | - | - | - | - | - |
| 1950   |   |   |   |   |   |   |   |
| DNF    |   |   |   |   |   |   |   |

| Legende  | Legende            | Legende                                                          |
| Farbe    | Abkürzung          | Bedeutung                                                        |
| -------- | ------------------ | ---------------------------------------------------------------- |
| Gold     | –                  | Sieg                                                             |
| Silber   | –                  | 2. Platz                                                         |
| Bronze   | –                  | 3. Platz                                                         |
| Grün     | –                  | Platzierung in den Punkten                                       |
| Blau     | –                  | Klassifiziert außerhalb der Punkteränge                          |
| Violett  | DNF                | Rennen nicht beendet (did not finish)                            |
| Violett  | NC                 | nicht klassifiziert (not classified)                             |
| Rot      | DNQ                | nicht qualifiziert (did not qualify)                             |
| Rot      | DNPQ               | in Vorqualifikation gescheitert (did not pre-qualify)            |
| Schwarz  | DSQ                | disqualifiziert (disqualified)                                   |
| Weiß     | DNS                | nicht am Start (did not start)                                   |
| Weiß     | WD                 | zurückgezogen (withdrawn)                                        |
| Hellblau | PO                 | nur am Training teilgenommen (practiced only)                    |
| Hellblau | TD                 | Freitags-Testfahrer (test driver)                                |
| ohne     | DNP                | nicht am Training teilgenommen (did not practice)                |
| ohne     | INJ                | verletzt oder krank (injured)                                    |
| ohne     | EX                 | ausgeschlossen (excluded)                                        |
| ohne     | DNA                | nicht erschienen (did not arrive)                                |
| ohne     | C                  | Rennen abgesagt (cancelled)                                      |
| ohne     | keine WM-Teilnahme |                                                                  |
| sonstige | P/fett             | Pole-Position                                                    |
| sonstige | 1/2/3/4/5/6/7/8    | Punktplatzierung im Sprint-/Qualifikationsrennen                 |
| sonstige | SR/kursiv          | Schnellste Rennrunde                                             |
| sonstige | *                  | nicht im Ziel, aufgrund der zurückgelegten Distanz aber gewertet |
| sonstige | ()                 | Streichresultate                                                 |
| sonstige | unterstrichen      | Führender in der Gesamtwertung                                   |

### Le-Mans-Ergebnisse
| Jahr | Team                        | Fahrzeug            | Teamkollege         | Platzierung            | Ausfallgrund      |
| ---- | --------------------------- | ------------------- | ------------------- | ---------------------- | ----------------- |
| 1949 | Aston Martin Lagonda Ltd.   | Aston Martin DB2    | Charles Brackenbury | Ausfall                | Kein Kühlerwasser |
| 1950 | Leslie Johnson              | Jaguar XK120S       | Bert Hadley         | Ausfall                | Kupplungsschaden  |
| 1951 | Clemente Biondetti          | Jaguar XK120        | Clemente Biondetti  | Ausfall                | Ölpumpe           |
| 1952 | Donald Healey Motor Company | Nash-Healey 4 Litre | Tommy Wisdom        | Rang 3 und Klassensieg |                   |
| 1953 | Nash-Healey Inc.            | Nash-Healey Sport   | Bert Hadley         | Rang 11                |                   |

### Einzelergebnisse in der Sportwagen-Weltmeisterschaft
| Saison | Team                       | Rennwagen                       | 1   | 2   | 3   | 4   | 5   | 6   | 7   |
| ------ | -------------------------- | ------------------------------- | --- | --- | --- | --- | --- | --- | --- |
| 1953   | Leslie Johnson Nash-Healey | Jaguar C-Type Nash-Healey Sport | SEB | MIM | LEM | SPA | NÜR | RTT | CAP |
| 1953   | Leslie Johnson Nash-Healey | Jaguar C-Type Nash-Healey Sport |     | DNF | 11  |     |     |     |     |